# KamAZ-635050
Der KamAZ-635050 (russisch КамАЗ-635050) ist ein Lastwagen von KAMAZ-master, dem Rallye-Werksteam des russischen Lastwagenbauers KAMAZ in Nabereschnyje Tschelny. Der schwere Dreiachser mit Allradantrieb und Kofferaufbau dient als Begleitfahrzeug und wird seit 2003 eingesetzt.

## Fahrzeugbeschreibung
Fahrzeuge vom Typ KamAZ-635050 wurden erstmals 2003 gebaut. Eine kommerzielle Serienfertigung erfolgt nicht. KAMAZ produziert jedoch ähnliche geländegängige Lastwagen in Serie, zum Beispiel den KamAZ-65224, die jedoch schwächer motorisiert und nicht für den Rallyeeinsatz ausgelegt sind.
Der KamAZ-635050 ist mit einem Reihensechszylinder-Dieselmotor von Cummins Engine ausgestattet. Das großvolumige Triebwerk mit 15 Litern Hubraum leistet regulär 700 und maximal 720 PS (530 kW). Das Schaltgetriebe mit 16 Gängen wird von ZF Friedrichshafen zugeliefert, die Kupplung stammt von Sachs. Andere Baugruppen wie zum Beispiel das Fahrerhaus stammen von KAMAZ selbst.
Der Lastwagen ist mit einer Doppelkabine ausgerüstet, auf diese Art können vier Sitzplätze untergebracht werden. Im Laufe der Jahre wurden weitere Lastwagen dieses Typs gebaut, unter anderem mit moderneren Fahrerhäusern, wie sie auch bei Serienlastwagen eingesetzt werden. Der Aufbau beinhaltet Schlafplätze, eine Dusche, eine Küche sowie Stauraum für Ersatzteile und Werkzeug. Die Nutzlast beträgt 8,5 Tonnen. Die Konstruktion wurde in Frankreich hergestellt.
Das Fahrgestell der ersten beiden Fahrzeuge, die 2003 gebaut wurden, stammt vom Serienlastwagen KamAZ-43118, wurde aber stark modifiziert. Insgesamt nahm der Aufbau der Fahrzeuge sechs Monate in Anspruch. Dabei wurden auch ungewöhnliche technische Lösungen gewählt, zum Beispiel stammen Teile der Federung vom sowjetischen Luftlandepanzer BMD. Das Fahrerhaus wurde stark modifiziert und mit einem hohen Motortunnel zwischen den Sitzen ausgestattet, außerdem mit einem Überrollkäfig versehen. Viele Bauteile sind baugleich mit denen der Rennfahrzeuge.
Das Fahrzeug kommt bei verschiedenen Veranstaltungen zum Einsatz, unter anderem bei der Rallye Dakar.

## Technische Daten
Die hier aufgeführten Daten gelten für den KamAZ-635050, wie er seit 2003 eingesetzt wird.

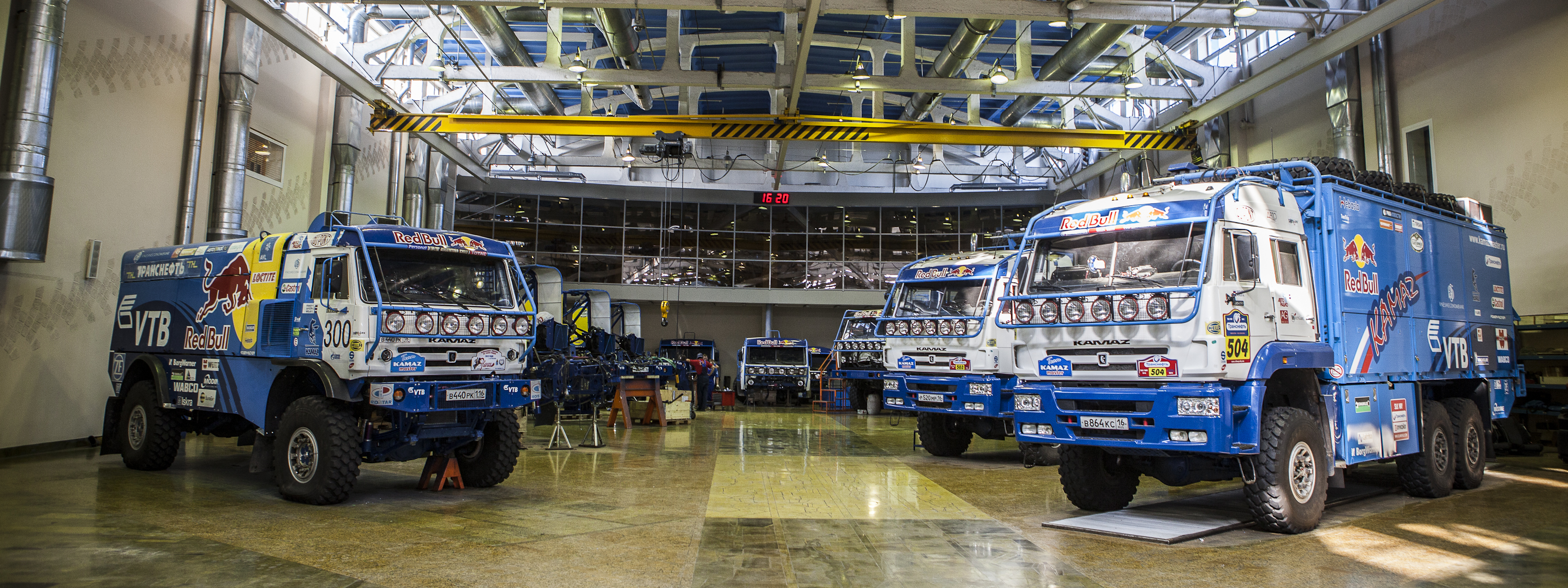
Halle des KAMAZ-master-Teams, rechts ein KamAZ-635050 mit modernerer Kabine (2012)

- Motor: Viertakt-R6-Dieselmotor mit Turbolader
- Motortyp: CUMMINS N14 700/QSX-15
- Leistung: maximal 720 PS (530 kW) bei 2200 min−1
- Hubraum: 15 l
- Motorgewicht (trocken): 1365 kg
- maximales Drehmoment: 2750 Nm bei 1400 min−1
- Getriebe: manuelles Sechzehngang-Schaltgetriebe
- Getriebetyp: ZF 16S220А von ZF Friedrichshafen
- Höchstgeschwindigkeit: 100 km/h
- Tankinhalt: 800 l
- Bordspannung: 24 V
- Batterien: 2 × 190 Ah mit je 12 V, in Reihe verschaltet
- Lichtmaschine: 28 V, 2240 W
- Antriebsformel: 6×6

Abmessungen und Gewichte
- Länge: 9636 mm
- Länge des Aufbaus: 6890 mm
- Radstand: 4200 + 1320 mm
- Wendekreis: 24,4 m
- befahrbare Steigung bei zulässigem Gesamtgewicht: mindestens 36 %
- vorderer Böschungswinkel: 35°
- hinterer Böschungswinkel: 26°
- Sitzplätze: 4 (Doppelkabine)
- Leergewicht: 15.500 kg
- Zuladung: 8500 kg
- zulässiges Gesamtgewicht: 24.000 kg
- Reifen: MICHELIN, Größe 14,00R20